# Kress (Texas)
Kress es una ciudad ubicada en el condado de Swisher en el estado estadounidense de Texas. En el Censo de 2010 tenía una población de 715 habitantes y una densidad poblacional de 481,79 personas por km².

## Geografía
Kress se encuentra ubicada en las coordenadas 34°21′57″N 101°44′54″O / 34.36583, -101.74833. Según la Oficina del Censo de los Estados Unidos, Kress tiene una superficie total de 1.48 km², de la cual 1.44 km² corresponden a tierra firme y (2.79%) 0.04 km² es agua.

## Demografía
Según el censo de 2010, había 715 personas residiendo en Kress. La densidad de población era de 481,79 hab./km². De los 715 habitantes, Kress estaba compuesto por el 68.53% blancos, el 4.62% eran afroamericanos, el 0.98% eran amerindios, el 0.14% eran asiáticos, el 0.28% eran isleños del Pacífico, el 24.2% eran de otras razas y el 1.26% pertenecían a dos o más razas. Del total de la población el 61.68% eran hispanos o latinos de cualquier raza.